# Kharis
Kharis‎‎ ‎‎é um personagem apresentado na série ‎A ‎Múmia‎‎ da ‎‎Universal Studios‎‎ na década de 1940, depois de seu filme original de 1932, ‎‎A Múmia,‎‎ que estrelou Boris ‎‎Karloff‎‎ como um personagem de múmia diferente, ‎‎Imhotep,‎‎ embora suas histórias sejam praticamente idênticas. ‎‎Os ‎‎filmes ‎‎da Múmia‎‎ da Universal foram inspirados pelo interesse mundial pela ‎‎arqueologia‎‎ ‎‎egípcia‎‎ durante a primeira metade do século XX.‎

## História
No primeiro filme de Kharis, The Mummy's Hand (1940), o personagem foi interpretado pelo ator de filmes de faroeste Tom Tyler, enquanto os três filmes subsequentes, The Mummy's Tomb (1942), The Mummy's Ghost (1944) e The Mummy's Tomb (944), estrelado por Lon Chaney Jr. no papel. Embora a imagem icônica do rosto da múmia seja geralmente a de Karloff, os filmes de Kharis são responsáveis pelo estereótipo duradouro do monstro pesadão e arrastador de pés, já que a criação enfaixada de Karloff é vista apenas brevemente, enquanto Kharis é um personagem importante na tela em todos os quatro filmes. Os filmes de Kharis também introduzem a noção de folhas de tana como parte integrante da sobrevivência da múmia.
The Mummy's Hand apresenta Kharis em uma série de flashbacks que são retirados do filme original de 1932 (exceto para inserções com Tyler substituindo Karloff em tomadas nas quais Karloff teria sido notável). O filme The Mummy, lançado oito anos antes de The Mummy's Hand, conta a história do sumo sacerdote Imhotep, que é punido por tentar ressuscitar um amante morto, e milhares de anos depois retorna à Terra como uma múmia viva. No entanto, em The Mummy's Hand, a múmia é um príncipe real chamado Kharis e os detalhes da história são alterados para descrever um cenário semelhante, mas alternativo. Por esse motivo, os filmes de Kharis não são sequências do original, sendo ocasionalmente mal interpretados.
Eddie Parker interpretou Klaris, uma paródia de Kharis, na comédia de 1955 Abbott e Costello Meet the Mummy.
Christopher Lee interpretou Kharis no filme de terror da Hammer de 1959, The Mummy.

## Dark Universe
Kharis aparece em The Mummy: Dark Universe Stories ao lado do personagem de The Mummy's Hand, Dr. Charles Petrie, ambientado após o filme The Mummy de 2007. O jogo estabelece retroativamente os filmes da Múmia das décadas de 1930 a 1950 como parte da cronologia canônica do Dark Universe. A imagem de Charles Trowbridge foi usada para representar seu personagem Dr. Petrie no jogo, enquanto a imagem de Tom Tyler foi usada para representar Kharis.

## Histórias em quadrinhos
Em Monster World #2 (1965), publicada pela Warren Publishing foi publicada uma adaptação do filme The Mummy's Hand por Joe Orlando e Russ Jones. Por um erro, os nomes de Kharis e Ananka foram grafados como "Kaharis" e "Anunka".

### No Brasil
Em 1967, a editora Gráfica Editora Penteado lançou a revista A Múmia, com roteiros de Gedeone Malagola e desenhos de Sérgio Lima, Rodolfo Zalla e do próprio Malagola, a revista teve 19 edições e três almanaques. Em 1972, uma nova revista  chamada A Múmia foi lançada pela Minami & Cunha, também com roteiros de Malagola e desenhos de Ignácio Justo, a série teve 5 edições e uma história publicada na revista O Lobisomem. Em 1977, após perder a licença dos quadrinhos da Marvel, a Bloch Editores substituiu a série A Múmia Viva protagonizada pelo personagem N'Kantu da Marvel Comics, criado por Steve Gerber (roteiro) e Rich Buckler (desenhos), por uma nova série protagonizada por Kharis, com roteiros de Rubens Francisco Lucchetti e desenhos de Julio Shimamoto somando a série da Marvel com a série brasileira foram publicadas 18 edições. Lucchetti também é roteirista de filmes de terror, foi responsável pelo roteiro de O Segredo da Múmia, filme de 1982 dirigido por Ivan Cardoso. O próprio Lucchetti explica:
Em 1976, fui procurado pelo Edmundo Rodrigues. Na época, ele era o diretor do departamento infanto-juvenil da Bloch. Eu já o conhecia desde 1970, quando escrevi para ele uma série de roteiros de quadrinhos para as revistas que ele editava para as Edições "O Livreiro", de São Paulo. Agora, o Edmundo queria que eu escrevesse roteiros de quadrinhos para uma das revistas da Bloch: A Múmia. Então, escrevi dez roteiros com a Múmia de Kharis. Esses roteiros foram desenhados pelo Julio Shimamoto. Não é nada fácil escrever histórias em quadrinhos tendo como personagem principal uma múmia. Porque múmias não falam e é extremamente difícil você escrever uma história com um personagem mudo. Três anos mais tarde, o cineasta Ivan Cardoso, me convidou a escrever o roteiro de um filme de múmia. Pensei que ele tivesse me procurado porque havia lido as HQs da Múmia de Kharis. Mas ele nem conhecia esse meu trabalho. O resultado foi O Segredo da Múmia, um filme do qual gosto muito, pois tem todo o clima das antigas produções da Universal.

## Design
A maquiagem para Kharis foi desenhada pelo especialista em monstros residente da Universal, Jack Pierce. Embora os traços de Tyler possam ser facilmente discernidos sob a maquiagem (assim como os de Karloff), Chaney está irreconhecível, devido ao uso de uma máscara em vez de maquiagem personalizada ao longo da série (Pierce já havia feito uma máscara para Tyler usar em certos planos gerais em A Mão da Múmia, e a diferença entre a máscara e a meticulosa maquiagem original é bastante fácil de detectar no filme). Enquanto em The Wolf Man Chaney desempenhou o papel principal tanto dentro quanto fora da maquiagem, Tyler foi mostrado como o Kharis humano nos filmes da Múmia de Chaney durante cenas de flashback, uma medida orçamentária um tanto desmoralizante que mostrou a importância de Chaney nessa época para ser principalmente o de seu nome famoso.